# Ingmar Bergman
Ernst Ingmar Bergmanⓘ (sinh ngày 14 tháng 7 năm 1918, mất ngày 30 tháng 7 năm 2007) là một đạo diễn điện ảnh và sân khấu nổi tiếng người Thụy Điển. Bergman được coi là một trong những nhà làm phim vĩ đại và có ảnh hưởng lớn nhất của nghệ thuật điện ảnh hiện đại.
Trong sự nghiệp của mình, Bergman đã đạo diễn cả thảy 62 bộ phim, trong đó phần lớn do ông viết kịch bản. Phần lớn các bộ phim này lấy bối cảnh là quê hương Thụy Điển của đạo diễn và có 3 trong số đó đã giúp Thụy Điển giành chiến thắng tại Giải Oscar cho phim ngoại ngữ hay nhất.

## Tiểu sử

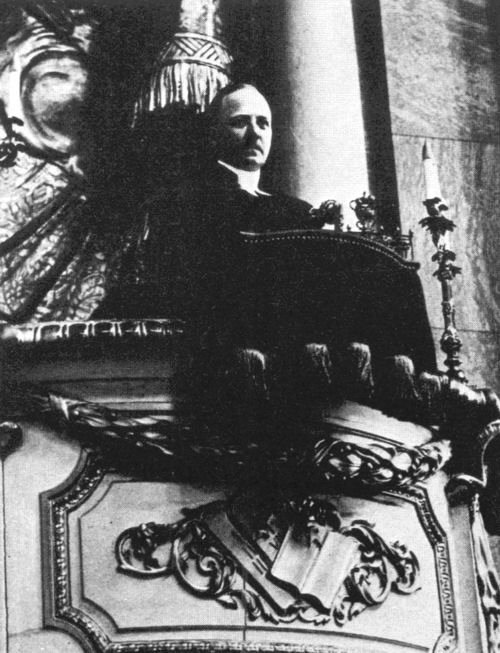
Cha của Ingmar, mục sư Erik Bergman

Ingmar Bergman sinh ngày 14 tháng 7 năm 1918 tại Uppsala, Thụy Điển. Bố ông là Erik Bergman, một mục sư Lu-te (Lutheran), sau này là cha tuyên úy của Vua Thụy Điển còn mẹ của Ingmar là bà Karin Åkerblom. Có bố là một vị giáo sĩ bảo thủ và nghiêm khắc, Ingmar lớn lên trong một môi trường tôn giáo, ông viết trong quyển tự truyện Laterna Magica của mình:
 "Tôi yêu thích thế giới bí ẩn trong nhà thờ với những mái vòm thấp, những bức tường dày, mùi của sự vĩnh hằng, những tia nắng rực rỡ chiếu lên các bức tranh thời Trung cổ và các hình điêu khắc trên trần và tường. Ở đó có mọi thứ mà trí tưởng tượng có thể vươn tới - những thiên thần, các vị thánh, rồng, nhà tiên tri, lũ quỹ và cả con người."
Tình yêu của Bergman với điện ảnh được hình thành từ rất sớm. Khi lên 9 tuổi ông đã bắt đầu trao đổi những chú lính chì của mình để đổi lấy một chiếc đèn chiếu bóng cũ. Với thứ đồ chơi này cậu bé Ingmar đã tạo riêng cho mình cả một thế giới của những con rối, hiệu ứng ánh sáng và những vở kịch của Strindberg mà cậu đã thuộc lòng.
Năm 1937 Bergman vào học tại Cao đẳng Stockholm (sau đổi tên thành Đại học Stockholm) chuyên ngành nghệ thuật và văn học. Ông dành phần lớn thời gian để tham gia nhà hát kịch của sinh viên và trở thành một người nghiện điện ảnh "chính hiệu". Mặc dù không tốt nghiệp đại học, Bergman cũng thu được cho mình kinh nghiệm từ việc viết vài kịch bản, một vở nhạc kịch và thời gian làm trợ lý đạo diễn tại nhà hát sinh viên.
Từ đầu thập niên 1960 Bergman sống và làm việc phần lớn thời gian trên đảo Fårö, thuộc Thụy Điển.

### Bê bối trốn thuế và sống lưu vong
Năm 1976 có lẽ là một trong những năm đau buồn nhất trong cuộc đời Ingmar Bergman. Ngày 30 tháng 1 năm 1976, trong khi đang duyệt vở kịch Dance of Death của August Strindberg' tại Nhà hát kịch Hoàng gia ở Stockholm, ông bị hai cảnh sát mật bắt giữ và kết tội trốn thuế. Sự kiện này đã ảnh hưởng nặng nề tới đạo diễn, ông suy sụp tinh thần vì bị làm bẽ mặt ngay trong khi đang làm việc và cuối cùng Bergman phải nhập viện vì trầm cảm.
Cuộc điều tra của cảnh sát tập trung vào khoản giao dịch 500.000 SEK (tiền Thụy Điển) giữa công ty Cinematograf của Bergman ở Thụy Điển và công ty con của nó ở Thụy Sĩ là Persona để trả lương cho các diễn viên nước ngoài. Năm 1974, Persona được Ingmar Bergman giải thể sau khi công ty này bị Ngân hàng trung ương Thụy Điển lưu ý và kiểm tra về các khoản thu nhập. Ngày 23 tháng 3 năm 1976, công tố viên Anders Nordenadler đã bác lời buộc tội chống lại Bergman khi cho rằng nó không có bằng chứng hợp pháp và chẳng khác gì việc "truy tố một người vì tội ăn cắp xe của chính anh ta".
Mặc dù được tuyên bố vô tội, Bergman đã lâm vào trạng thái suy sụp một thời gian và lo sợ rằng ông không bao giờ có thể quay lại nghề đạo diễn. Cuối cùng sau khi hồi phục khỏi cơn chấn động tâm lý, mặc dù đích thân thủ tướng Thụy Điển Olof Palme và nhiều nhân vật quan trọng của chính giới và điện ảnh nước này kêu gọi, Ingmar Bergman vẫn thề sẽ không bao giờ làm việc ở quê nhà nữa. Ông đóng cửa xưởng phim trên đảo Fårö, hoãn vô thời hạn hai dự án làm phim trong nước và tự đi lưu vong ở München, Đức. Harry Schein, giám đốc Viện phim Thụy Điển ước tính rằng việc này đã làm ngành điện ảnh Thụy Điển thiệt hại tức khắc 10 triệu SEK và hàng trăm người bị mất việc.

### Trở về quê hương
Từ giữa năm 1978, Ingmar Bergman dường như đã vượt qua được những suy nghĩ gay gắt về tổ quốc. Tháng 7 năm 1978 ông quay lại Thụy Điển để kỉ niệm sinh nhật lần thứ 60 tại Fårö và cộng tác trở lại với Nhà hát kịch Hoàng gia. Để chào mừng sự trở về của đạo diễn lừng danh, Viện phim Thụy Điển đã lập ra Giải thưởng Ingmar Bergman được trao hàng năm cho các bộ phim xuất sắc.
Tuy vậy đạo diễn vẫn tiếp tục định cư ở München cho đến năm 1984. Trong một cuộc phỏng vấn gần như là cuối cùng trước khi Bergman qua đời, đạo diễn đã nói rằng mặc dù mình đã rất cố gắng trong thời gian lưu vong, nhưng thực sự ông đã bỏ phí mất 8 năm sự nghiệp của mình. Ingmar Bergman chính thức nghỉ hưu vào tháng 12 năm 2003. Tháng 10 năm 2006 khi đã ở tuổi 88 đạo diễn phải trải qua một ca phẫu thuật hông và quá trình hồi phục rất chậm chạp. Ngày 30 tháng 7 năm 2007, Ingmar Bergman lặng lẽ qua đời trong khi đang ngủ tại nhà ở Fårö, thọ 89 tuổi. Cũng trong ngày này, điện ảnh thế giới còn mất đi một đạo diễn nổi tiếng khác là Michelangelo Antonioni. Bergman được chôn cất ngay tại đảo Fårö.

## Sự nghiệp điện ảnh

Ingmar Bergman trên bìa tạp chí Time năm 1960

Rất nhiều nhà làm phim có tiếng trên thế giới như các đạo diễn người Mỹ Woody Allen, David Lynch, Stanley Kubrick, Robert Altman hay đạo diễn người Đan Mạch Lars Von Trier và đạo diễn người Ba Lan Krzysztof Kieślowski đều coi Ingmar Bergman như một trong những người có ảnh hưởng lớn nhất tới sự nghiệp điện ảnh của họ.
Đạo diễn nổi tiếng Woody Allen đã nhận xét rằng Bergman "có lẽ là nghệ sĩ điện ảnh vĩ đại nhất kể từ ngày khai sinh của nghệ thuật thứ bảy"
Sự nghiệp điện ảnh của Ingmar Bergman bắt đầu từ năm 1941 khi ông tham gia viết lại kịch bản cho các bộ phim. Năm 1944 ông chính thức viết kịch bản hoàn chỉnh đầu tiên cho bộ phim Hets của đạo diễn Alf Sjöberg. Trong bộ phim này, Bergman cũng được giao nhiệm vụ trợ lý đạo diễn và thành công của nó cũng đã đưa đến cho Ingmar cơ hội đạo diễn bộ phim đầu tay một năm sau đó. Trong 10 năm tiếp theo, Bergman viết và đạo diễn hơn 10 bộ phim trong đó phải kể tới các phim Fängelse (1949) và Gycklarnas afton (1953).
Tác phẩm thành công ở tầm quốc tế đầu tiên của Bergman là bộ phim Sommarnattens leende (1955) khi nó được đề cử cho giải Cành cọ vàng tại Liên hoan phim Cannes. Hai năm sau đó đạo diễn cho ra đời hai bộ phim thuộc loại xuất sắc nhất của ông là Det sjunde inseglet và Smultronstället. Det sjunde inseglet đã giành giải thưởng của ban giám khảo và được đề cử giải Cành cọ vàng, còn Smultronstället đã mang lại cho đạo diễn của nó và diễn viên chính Victor Sjöström rất nhiều giải thưởng.
Đầu thập niên 1960 Bergman đạo diễn bộ ba phim có đề tài tôn giáo: i en Spegel (1961), Nattvardsgasterna (1962) và Tystnaden (1963). Năm 1966 Ingmar cho ra đời bộ phim  Persona, được chính đạo diễn coi là một trong những tác phẩm quan trọng nhất của ông và được coi là một trong những bộ phim kinh điển của điện ảnh thế giới mặc dù nó không đoạt nhiều giải thưởng. Năm 1972 ông hoàn thành tác phẩm quan trọng thứ hai của sự nghiệp, bộ phim Viskningar och rop, bộ phim duy nhất của Bergman được đề cử Giải Oscar Phim hay nhất. Các tác phẩm đáng chú ý khác trong giai đoạn này của đạo diễn là Jungfrukällan (1960), Vargtimmen (1968), Skammen (1968) và En Passion (1969). Bergman còn thường xuyên tham gia đạo diễn các bộ phim truyền hình, trong đó phải kể tới Scener ur ett äktenskap (1973) và Cây sáo thần (Trollflöjten - 1975).
Sau vụ bê bối trốn thuế năm 1976, Ingmar Bergman thề rằng ông sẽ không bao giờ làm phim trên quê hương Thụy Điển nữa. Ông đóng cửa xưởng phim ở đảo Fårö và bắt đầu cuộc sống lưu vong. Tại Đức ông thực hiện bộ phim nói tiếng Anh duy nhất của mình, phim The Serpent's Egg (1977). Một năm sau đó ông làm đạo diễn cho sản phẩm hợp tác Anh - Na Uy với tựa đề Höstsonaten, đây là một trong những bộ phim xuất sắc nhất của Bergman.
Năm 1982, đạo diễn lần đầu quay lại quê nhà để đạo diễn bộ phim Fanny och Alexander, một tác phẩm được đông đảo người hâm mộ đón nhận nhưng lại chịu sự chỉ trích của các nhà phê bình vì cho rằng bộ phim của Bergman nông cạn và chạy theo mục đích thương mại. Tuy sau đó bộ phim đã giành Giải Oscar cho phim ngoại ngữ hay nhất, Bergman vẫn tuyên bố đây có thể sẽ là tác phẩm điện ảnh cuối cùng của mình. Ông tập trung vào đạo diễn sân khấu, viết kịch bản và đạo diễn một số loạt phim truyền hình. Tác phẩm cuối cùng của Ingmar Bergman là bộ phim truyền hình Saraband (2003), nó được hoàn thành khi đạo diễn Bergman đã 84 tuổi.

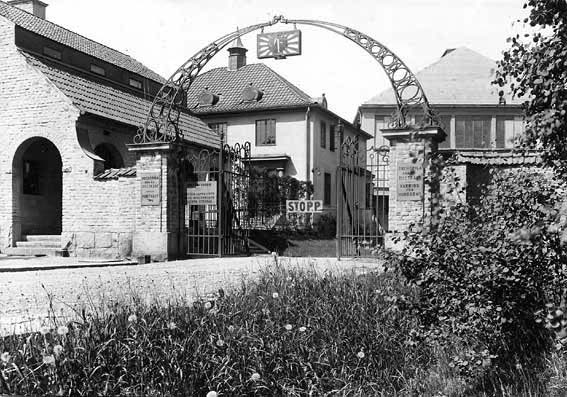
Rất nhiều cảnh quay nội cảnh trong các tác phẩm của Bergman đã được thực hiện tại trường quay Filmstaden ở phía Bắc Stockholm.

### Phong cách sáng tác và đề tài
Bergman thường tự viết kịch bản cho các bộ phim của ông. Việc suy nghĩ cho kịch bản thường diễn ra hàng tháng, đôi khi là hàng năm trước khi công việc biên kịch thực sự bắt đầu. Các bộ phim giai đoạn đầu của đạo diễn được cấu trúc kịch bản rất cẩn thận, chúng thường được dựa trên những vở kịch của chính Ingmar hoặc được viết chung với các tác giả khác. Ở giai đoạn sau, Bergman thường dễ tính hơn và cho phép các diễn viên của ông sáng tạo thêm vào phần thoại. Còn trong những tác phẩm cuối đời, đạo diễn thường chỉ viết ý tưởng cho các cảnh quay và để diễn viên tự xác định đoạn thoại cuối cùng cho mỗi người.
Các bộ phim của Bergman thường mang những câu hỏi của thuyết hiện sinh (existentialism) về cái chết, sự cô đơn và niềm tin. Persona (1966) là một trong số ít tác phẩm của đạo diễn vừa mang yếu tố của thuyết hiện sinh, vừa mang yếu tố của chủ nghĩa tiền phong (avant-garde).
Tình yêu - trắc trở, ngang trái, không thể thổ lộ hoặc bị chối từ - thường là chủ đề trong các tác phẩm của đạo diễn. Phim của Bergman cũng hay có những cảnh thể hiện khát khao nhục dục của các nhân vật, dù cho họ đang ở thời Trung cổ (phim Det sjunde inseglet), những năm đầu thế kỉ 20 (Fanny och Alexander) hoặc thời hiện đại (Tystnaden), đặc biệt các nhân vật nữ lại thường thể hiện sự đam mê này rõ ràng hơn là các nhân vật nam và họ thường không ngại ngần để lộ ra tình cảm đó.

### Nhóm cộng tác
Trong sự nghiệp của mình, Ingmar Bergman đã hình thành riêng cho ông một nhóm cộng tác thường xuyên. Đó có thể là các diễn viên hay được Bergman chọn vào phim của mình như Max von Sydow, Bibi Andersson, Harriet Andersson, Erland Josephson, Ingrid Thulin và Gunnar Björnstrand (mỗi người đều đã từng xuất hiện trong ít nhất 5 phim của Bergman). Nữ diễn viên Na Uy Liv Ullmann, người đã đóng 9 bộ phim do Bergman đạo diễn có lẽ là diễn viên thân thiết nhất của Bergman, cả về nghệ thuật và đời tư, họ đã có với nhau một người con gái là Linn Ullmann. Trong nhóm cộng tác của Bergman còn có nhà quay phim Sven Nykvist, người đã thực hiện những cảnh quay cho phim của đạo diễn từ năm 1953.

## Sự nghiệp sân khấu
Mặc dù thường được biết tới như là một đạo diễn điện ảnh huyền thoại, Ingmar Bergman còn là một đạo diễn sân khấu giàu sức sáng tạo và là nhà quản lý có tài. Ông bắt đầu làm đạo diễn sân khấu trong thời gian còn học ở Đại học Stockholm. Năm 26 tuổi Ingmar Bergman đã trở thành phụ trách (manager) sân khấu trẻ nhất Châu Âu khi đảm nhận chức vụ này ở Nhà hát thành phố Helsingborg. Ông làm việc ở đây 3 năm trước khi trở thành đạo diễn (director) sân khấu tại Nhà hát thành phố Gothenburg cho đến năm 1949.
Năm 1953, Ingmar Bergman về làm đạo diễn sân khấu cho Nhà hát thành phố Malmö. Trong 7 năm làm việc ở vị trí này, ông đã phát hiện ra rất nhiều diễn viên sau này trở thành các ngôi sao trong phim của ông cũng như những trợ tá đắc lực cho nhóm thực hiện các tác phẩm điện ảnh của Bergman sau này. Từ năm 1960 đến năm 1966, Ingmar được mời về làm đạo diễn và sau đó là phụ trách sân khấu tại Nhà hát kịch Hoàng gia ở Stockholm.
Sau khi phải rời Thụy Điển vì bị truy tố do trốn thuế, Bergman được mời làm đạo diễn tại Nhà hát Residenz ở München, Đức từ năm 1977 đến năm 1984. Trong thập niên 1990 đạo diễn vẫn tiếp tục hoạt động tích cực trong lĩnh vực sân khấu. Vở kịch cuối cùng do ông thực hiện là vở The Wild Duck của Henrik Ibsen được công diễn tại Nhà hát kịch Hoàng gia năm 2002.

## Đời tư
Bergman đã từng 5 lần lập gia đình. Ngày 25 tháng 3 năm 1943, ông cưới nữ biên đạo múa Else Fischer, hai người ly dị năm 1945 sau khi đã có chung một người con gái là Lena Bergman (nữ diễn viên, sinh năm 1943). Ngày 22 tháng 7 năm 1945, Ingmar Bergman cưới nữ đạo diễn Ellen Lundström. Ellen đã sinh cho đạo diễn nổi tiếng bốn đứa con, sau này cũng trở thành đạo diễn, đó là Eva Bergman (sinh năm 1945), Jan Bergman (1946-2000) và hai anh em sinh đôi Mats, Anna Bergman (1948). Sau khi ly dị bà Ellen năm 1950, một năm sau Ingmar Bergman lập gia đình với nhà báo Gun Grut và có thêm một đứa con, phi công Ingmar Bergman Jr (1951). Năm 1959, Ingmar Bergman lại ly dị và lấy vợ mới, lần này là nghệ sĩ piano Käbi Laretei. Năm 1969 hai người ly dị khi Käbi đã sinh cho đạo diễn một đứa con, sau này cũng trở thành đạo diễn, đó là Daniel Bergman (sinh năm 1962. Ngày 11 tháng 11 năm 1971, Ingmar lập gia đình lần cuối cùng với một người phụ nữ góa chồng là Ingrid von Rosen. Cuộc hôn nhân cuối cùng cũng là cuộc hôn nhân lâu bền nhất của đạo diễn cho đến khi bà Ingrid qua đời ngày 20 tháng 5 năm 1995 vì bệnh ung thư dạ dày. Bà Ingrid đôi khi được gọi theo họ chồng thứ hai là Ingrid Bergman, trùng tên với nữ diễn viên huyền thoại Ingrid Bergman, người tuy là đồng hương Thụy Điển với Ingmar Bergman nhưng không hề có quan hệ họ hàng với nhau.
Đạo diễn còn có một đứa con với nữ diễn viên Liv Ullmann tên là Linn Ullmann (sinh năm 1966), sau này trở thành nhà văn. Tính tổng cộng Bergman có 9 đứa con trong đó Maria von Rosen (sinh năm 1959) là con riêng của bà Ingrid.

## Tác phẩm

### Biên kịch và đạo diễn
| Năm  | Tên gốc (tiếng Thụy Điển)               | Tên tiếng Anh                                 |
| ---- | --------------------------------------- | --------------------------------------------- |
| 1946 | Kris                                    | Crisis                                        |
| 1946 | Det regnar på vår kärlek                | It Rains on Our Love                          |
| 1947 | Skepp till Indialand                    | A Ship to India                               |
| 1948 | Musik i mörker                          | Music in Darkness                             |
| 1948 | Hamnstad                                | Port of Call                                  |
| 1949 | Fängelse                                | Prison                                        |
| 1949 | Törst                                   | Three Strange Loves                           |
| 1950 | Sånt händer inte här                    | This Can't Happen Here                        |
| 1950 | Till glädje                             | To Joy                                        |
| 1951 | Sommarlek                               | Summer Interlude                              |
| 1952 | Kvinnors väntan                         | Secrets of Women                              |
| 1953 | Gycklarnas afton                        | Sawdust and Tinsel                            |
| 1953 | Sommaren med Monika                     | Summer with Monika                            |
| 1954 | En lektion i kärlek                     | A Lesson in Love                              |
| 1955 | Kvinnodröm                              | Dreams                                        |
| 1955 | Sommarnattens leende                    | Smiles of a Summer Night                      |
| 1957 | Det sjunde inseglet                     | The Seventh Seal                              |
| 1957 | Smultronstället                         | Wild Strawberries                             |
| 1958 | Ansiktet                                | The Magician                                  |
| 1958 | Nära livet                              | Brink of Life                                 |
| 1960 | Djävulens öga                           | The Devil's Eye                               |
| 1960 | Jungfrukällan                           | The Virgin Spring                             |
| 1961 | Såsom i en spegel                       | Through a Glass Darkly                        |
| 1962 | Nattvardsgästerna                       | Winter Light                                  |
| 1963 | Tystnaden                               | The Silence                                   |
| 1964 | För att inte tala om alla dessa kvinnor | All These Women                               |
| 1966 | Persona                                 | Persona                                       |
| 1967 | Vargtimmen                              | Hour of the Wolf                              |
| 1968 | Skammen                                 | Shame                                         |
| 1968 | Riten                                   | The Rite (phim truyền hình)                   |
| 1969 | En passion                              | The Passion of Anna                           |
| 1971 | Beröringen                              | The Touch                                     |
| 1973 | Viskningar och rop                      | Cries and Whispers                            |
| 1973 | Scener ur ett äktenskap                 | Scenes from a Marriage                        |
| 1975 | Trollflöjten                            | The Magic Flute                               |
| 1976 | Ansikte mot ansikte                     | Face to Face                                  |
| 1977 | Das Schlangenei                         | The Serpent's Egg                             |
| 1978 | Höstsonaten                             | Autumn Sonata                                 |
| 1980 | Aus dem Leben der Marionetten           | From the Life of the Marionettes              |
| 1982 | Fanny och Alexander                     | Fanny and Alexander                           |
| 1984 | Karins ansikte                          | Karin's Face                                  |
| 1984 | Efter repetitionen                      | After the Rehearsal (phim truyền hình)        |
| 1997 | Larmar och gör sig till                 | In The Presence of a Clown (phim truyền hình) |
| 2003 | Saraband                                | Saraband (phim truyền hình)                   |

### Biên kịch
| Năm  | Phim                | Đạo diễn            |
| ---- | ------------------- | ------------------- |
| 1944 | Hets                | Alf Sjöberg         |
| 1947 | Kvinna utan ansikte | Gustaf Molander     |
| 1948 | Eva                 | Gustaf Molander     |
| 1950 | Medan staden sover  | Lars Erik Kjellgren |
| 1951 | Frånskild           | Gustaf Molander     |
| 1956 | Sista paret ut      | Alf Sjöberg         |
| 1961 | Lustgården          | Alf Kjellin         |
| 1992 | Den goda viljan     | Bille August        |
| 1992 | Söndagsbarn         | Daniel Bergman      |
| 1996 | Enskilda samtal     | Liv Ullmann         |
| 2000 | Trolösa             | Liv Ullmann         |

## Giải thưởng

### Giải Oscar
Năm 1971, Bergman được trao giải thưởng danh dự The Irving G. Thalberg Memorial Award tại lễ trao Giải Oscar cho những thành tựu trong nghệ thuật điện ảnh. Ông là một trong số các đạo diễn vĩ đại chưa từng được nhận Giải Oscar Đạo diễn xuất sắc nhất dù đã được đề cử ở hạng mục này tới 3 lần cho các phim Viskningar och rop (1974), Ansikte mot ansikte (1977) và Fanny och Alexander (1984).
Ingmar Bergman cũng từng được 5 lần đề cử cho hạng mục Kịch bản gốc xuất sắc nhất cho các kịch bản phim Smultronstället (1960), Såsom i en spegel (1963), Viskningar och rop (1974), Höstsonaten (1979) và Fanny och Alexander (1984). Nhưng cũng tương tự như ở hạng mục Đạo diễn, Bergman chưa từng một lần bước lên bục chiến thắng của giải Kịch bản gốc.
Bộ phim Viskningar och rop (1974) của Bergman từng được đề cử Giải Oscar Phim hay nhất và cũng không giành chiến thắng. Tuy vậy ba trong số các phim của ông cũng từng được trao Giải Oscar cho phim ngoại ngữ hay nhất (cũng là ba lần chiến thắng duy nhất của phim Thụy Điển), đó là các phim Jungfrukällan (1960), Såsom i en spegel (1961) và Fanny och Alexander (1983).

### Giải thưởng khác
- 1989: Giải Sonning
- Bộ phim Fanny och Alexander (1984) của Ingmar Bergman đã được trao Giải César cho phim nước ngoài hay nhất. Hai bộ phim khác của ông cũng được đề cử giải thưởng này là Trollflöjten (1976) và (Höstsonaten) (1979).
- Phim của Ingmar Bergman đã từng nhiều lần được đề cử tại Liên hoan phim Cannes và riêng cá nhân đạo diễn đã được trao Giải Đạo diễn xuất sắc nhất cho chỉ đạo trong phim Nära livet (1958). Năm 1997, Bergman là đạo diễn đầu tiên được trao giải thành tựu trọn đời của Liên hoan phim, giải Palme des Palmes (Cành cọ của những cành cọ).
- Ngoài ra Ingmar Bergman cũng được trao Giải Goethe của Đức năm 1976.

### Tổng hợp
- Trang web về Ingmar Bergman
- Quỹ Ingmar Bergman Lưu trữ ngày 12 tháng 7 năm 2006 tại Wayback Machine
- Ingmar Bergman trên IMDb
- Giới thiệu trên Sweden.se
- Bergmanorama: Những tác phẩm tuyệt diệu của Ingmar Bergman Lưu trữ ngày 20 tháng 12 năm 2007 tại Wayback Machine
- Ingmar Bergman trên Senses of Cinema
- Tiểu sử Ingmar Bergman trên trang web của trường UC Berkeley

### Phỏng vấn
- Bộ sưu tập các bài phỏng vấn Ingmar Bergman Lưu trữ ngày 13 tháng 10 năm 2007 tại Wayback Machine
- The Guardian/NFT Phỏng vấn do Shane Danielson thực hiện, The Guardian, 23 tháng 1 năm 2001
- Phỏng vấn do Xan Brooks thực hiện, The Guardian, 12 tháng 12 năm 2001
- Phỏng vấn trên báo Thụy Điển
- Phỏng vấn do đạo diễn phim người Iceland, Hrafn Gunnlaugsson, thực hiện Lưu trữ ngày 12 tháng 10 năm 2015 tại Wayback Machine